# The Half Naked Truth
Pour plus de détails, voir Fiche technique et Distribution.
The Half Naked Truth est une comédie américaine pré-Code réalisée par Gregory La Cava et sortie en 1932.

## Synopsis
Jimmy Bates est un bateleur forain qui y exhibe sa petite amie Teresita, fausse danseuse orientale. Sa dernière astuce pour attirer la clientèle est de prétendre que la danseuse Teresita révélera devant la foule le nom de son père qui est un habitant de la ville. Tous ceux qui ont eu par le passé des rapports avec sa mère payent Achille, le complice de Jimmy afin que leurs noms ne soient pas révélés. Mais le shérif local ayant eu vent de l'affaire veut procéder à l’arrestation de l'escroc. Jimmy, Teresita et Achille réussissent à fuir et gagnent New-York. Ils intriguent afin de se haire héberger dans un hôtel de luxe en faisant passer Teresita pour une princesse turque évadée d'un harem et Achille comme son gardien eunuque. Les journalistes sont convoqués, Teresita apparaît avec un lion, des photos sont prises et Jimmy déclare que la princesse sera la vedette du nouveau spectacle du producteur Farrell. Le dénommé Farrell apprend tout cela par la presse, il est furieux, mais quand on lui apprend que le billetterie enregistre des records de vente il s'adoucit et signe les contrats proposés par Jimmy.
Sur scène, Teresita fatigue les spectateurs avec sa danse orientale, alors que la salle se vide Jimmy trouve un stratagème pour que la jeune fille chante une chanson moderne particulièrement osée et suggestive "la chanson du charpentier". C'est un triomphe et Teresita devient une star, alors que Bates devient le nouveau directeur de la publicité de Farrell. Une relation sentimentale se fait jour entre Teresita et Farrell. Jimmy fait chanter ce dernier avec des photos compromettantes tout en intriguant pour promouvoir une nouvelle vedette, Eve, ex serveuse à l'hôtel. Pour cela il n'hésite pas à convoquer une nouvelle fois la presse expliquant que cette dernière est la prêtresse d'un groupe de nudistes. Pendant ce temps le public se lasse de Teresita, Achille démissionne et rachète la fête foraine dont il s'est enfui.
Après avoir hésité Jimmy le rejoint et y retrouve Teresita.

## Fiche technique
- Réalisation : Gregory La Cava
- Scénario : Corey Ford, Bartlett Cormack (en)
- Chef opérateur : Bert Glennon
- Production : RKO Radio Pictures
- Musique : Max Steiner
- Durée : 77 minutes
- Date de sortie : 
  - États-Unis : 16 décembre 1932

## Distribution
- Lupe Vélez : Teresita
- Lee Tracy : Bates
- Eugene Pallette : Achilles
- Frank Morgan : Farrell
- Shirley Chambers : Gladys
- Franklin Pangborn : Hotel Clerk
- Robert McKenzie : Colonel
- Mary Mason : Secrétaire de Farrell

## Autour du film
- Antérieur à l'instauration du Code Hays, ce film témoigne de la liberté et des audaces du cinéma américain de l'époque.
- La chanson du film, intitulée la chanson du charpentier est interprétée de façon très suggestive par Lupe Vélez et comprend des paroles à double sens : "Mon bel homme, vaillant ouvrier / Je vous ai longtemps cherché / Vous feignez de ne pas me voir et moquez mon désespoir / Ne soyez pas si mollasson / et venez œuvrez dans ma maison / Apportez vite vos beaux outils et commençons la partie. / Monsieur le charpentier, ou étiez vous passé ? / Monsieur le charpentier soyez mon employé / Ma charmante voisine m'a dit que vous l'aviez ravie..."